# Szevmorputy
A Szevmorputy (orosz betűkkel: Севморпуть) orosz atommeghajtású teherszállító és jégtörő hajó. Egyike a világ négy eddig megépített atommeghajtású teherszállító hajójának, közülük az egyetlen napjainkban is üzemelő példány. Nevét az Északkeleti átjáró orosz nevének (Szervernij morszkoj puty) rövidítéséről kapta. Honi kikötője Murmanszk. Hívójele: UHBY.
Az ukrajnai Kercsben, a Zaliv hajógyárban 1984-ben kezdték el az építését. 1986. február 20-án bocsátották vízre, majd 1988-ban állt szolgálatba. A hajó meghajtását a Tajmir osztályú atomjégtörőkön is használt KLT–40 atomreaktor biztosítja. A hajó egyméteres jégvastagságig alkalmazható, akkor két csomós sebességgel tud haladni. Fő feladata az északi tengereken történő teherszállítás.
A hajót a beépített 139 MW hőteljesítményű atomreaktor által termelt gőz és villamos energia működteti. A hajó meghajtásáról egy négylapátú hajócsavar gondoskodik, mely 115 1/perc fordulatszámmal forog. A hajócsavart egy 29 420 kW teljesítményű villamos motor hajtja. A reaktor hőjével emellett óránként 215 tonna, 40 bar nyomású, 290 °C hőmérsékletű gőzt állítanak elő. A segédberendezések energiaellátására 3 db 1700 kW-os turbógenerátort építettek be.
A nukleáris hajtómű mellett két, egyenként 600 kW teljesítményű tartalék dízelgenerátor, valamint kettő, egyenként 200 kW teljesítményű vészüzemi dízelgenerátor áll rendelkezésre. Ugyancsak beépítettek vészhelyzetre egy dízelolaj tüzelésű kazánt, mely óránként 50 t, 25 bar nyomású, 360 °C hőmérsékletű gőzt képes előállítani.
Csak a hajófedélzeten lehet rakományt elhelyezni. Szabványos 300 tonnás konténerekből 74 darab helyezhető el a fedélzeten. A konténereket saját daruja segítségével képes mozgatni. A hajót öt daruval látták el: egy 500 tonna teherbírású híddaruval, valamint két 16, és két 3,2 tonna teherbírású daruval. Kezdetben az Odessza–Vietnám–Vlagyivosztok vonalon üzemelt, majd az Jeges-tengerre vezényelték, ahol a Murmanszk–Dugyinka vonalon üzemelt.
A hajó drágán üzemeltethető, azért a teherszállítás gazdaságtalan. Ezért felmerült, hogy más funkciójú hajóvá építik át. 2007-ben jelentették be, kőolajfúró-hajóvá alakítják át. Az átépítés költségeinek nagy részét a Lukoil finanszírozta volna, míg a költségek maradékát az orosz kormány fedezi. A hajó átépítése azonban napjainkig sem kezdődött el.
Kezdetben a Murmanszki Tengerhajózási Vállalat üzemeltette, majd 2008-ban – a többi orosz atomjégtörővel együtt – a hajó a Roszatom vállalatához, az Atomflothoz került. 2008-ban ideiglenesen üzemen kívül helyezték. A hajó 2009-ben is használaton kívül állt.